# Оскар Субія
Оскар Субія (ісп. Oscar Zubía, нар. 8 лютого 1946, Монтевідео) — уругвайський футболіст, що грав на позиції нападника. По завершенні ігрової кар'єри — тренер. Виступав, зокрема, за клуби «Пеньяроль» та «ЛДУ Кіто», а також національну збірну Уругваю.
Дворазовий чемпіон Еквадору. 

## Клубна кар'єра
У дорослому футболі дебютував 1967 року виступами за команду «Рівер Плейт» (Монтевідео), в якій провів три сезони.  Своєю грою за цю команду привернув увагу представників тренерського штабу клубу «Пеньяроль», до складу якого приєднався 1970 року. Відіграв за команду з Монтевідео наступні два сезони своєї ігрової кар'єри. У 1971 році виступав за столичний клуб у Кубку Лібертадорес.
1972 року перейшов до клубу «ЛДУ Кіто», де протягом певного періоду часу грав разом зі своїми співвітчизниками Елісео Альваресом та Ектором Сільвою. За цей час двічі виборював титул чемпіона Еквадору. У 1973 році команда вилетіла з вищого дивізіону чемпіонату Еквадору. Наступного сезону посіла 5-те місце в першому дивізіоні, але згідно з регламентом провінцію Пічинчу в еліті національного чемпіонату мали право представляти не більше 4-ох команд, тому ЛДУ продовжив виступи в першому дивізіоні. До середини 1974 року виступав на позиції центрального нападника в Сегунда Категорії. Пілсля цього ЛДУ Кіто підвищився в класі і того ж року стала чемпіоном Еквадору. Наступного року столичний клуб захистив чемпіонський титул, після перемоги у фіналі над «Насьйоналем». Завдяки прихильності Хуана Хосе Переса, Субія змінив позицію на полі, оскільки тепер грав на правому фланзі атаки, в той час як його партнером ліворуч став Густаво Тапіа. Разом з командою грав на Кубку Сімона Болівара. Через операцію на меніску йому довелося закінчити кар'єру гравця в 1978 році.

## Виступи за збірну
28 жовтня 1968 року дебютував у футболці національної збірної Уругваю. У складі збірної був учасником чемпіонату світу 1970 року у Мексиці, де зіграв у матчах групового етапу проти Швеції та Італії. Востаннє футболку національної команди одягав 10 лютого 1971 року.
Загалом протягом кар'єри у національній команді, яка тривала 4 роки, провів у її формі 15 матчів, відзначився 4 голами.

## Кар'єра тренера
По завершенні кар'єри гравця розпочав тренерську кар'єру. Очолював юнацьку та молодіжні команди «ЛДУ Кіто». У 1997 році очолив тренерський штаб клубу «ЛДУ Кіто», на посаді головного тренера працював до 1998 року. У 2000 році по роботі не переїхав у США. У 2008 році повернувся до Еквадору.

## Досягнення

### Як гравця
«Рівер Плейт» (Монтевідео)
- Сегунда Дивізіон Уругваю
  -  Чемпіон (1): 1967

«Пеньяроль»
- Прімера Дивізіон Уругваю
  -  Срібний призер (2): 1971, 1972

- Кубок Лібертадорес
  -  Фіналіст (1): 1970

«ЛДУ Кіто»
- Серія A Еквадору
  -  Чемпіон (2): 1974, 1975

### Як тренера
«ЛДУ Кіто»
- Серія A Еквадору
  -  Чемпіон (1): 1998